# Christian Ernst Schöler
Christian Ernst Schöler (* 14. November 1756 in Bad Ems; † 25. Juni 1832 ebd.) war ein deutscher Orgelbauer.

## Leben
Christian Ernst Schöler wurde als Sohn des Orgelbauers Johann Wilhelm Schöler und seiner Frau Maria Christiana Friederica Werner (1732–1767) geboren. Als einziger von vier Söhnen überlebte er das Kindesalter. Im Jahr 1772 wurde er in Bad Ems konfirmiert. Er erlernte den Orgelbau in der väterlichen Werkstatt. Eine Lehre außerhalb ist nicht belegt und angesichts derselben Bauprinzipien von Vater und Sohn unwahrscheinlich. Erstmals ist seine Tätigkeit als Orgelbauer 1774 nachweisbar, als er bei der Visitation der Orgel in Herschbach mithalf, wo sein Vater seine größte Orgel fertiggestellt hatte. Nach dem Tod des Vaters im Jahr 1793 übernahm er dessen Orgelbauwerkstatt in Bad Ems. Später wird er in den Urkunden als „Fürstl. Hess.-Darmstädt. Hof Orgelbauer“ bezeichnet. Am 8. November 1798 heiratete Christian Ernst Schöler Friede Martina Henrietta Cramer in Mehren (Westerwald).
Daniel Raßmann vertiefte sich bei Schöler, bevor er sich selbstständig machte. Schölers Schwiegersohn Philipp Gottlieb Heil (* 30. September 1793 in Seeheim; † 30. April 1847 in Bad Ems) entstammte selbst einer Orgelbauerfamilie und heiratete 1825 Schölers älteste Tochter Johannette Wilhelmine. Schöler starb am 25. Juni 1832 und wurde am 28. Juni in Bad Ems beerdigt. Nach Schölers Tod übernahm Philipp Heil 1833 dessen Firma, baute aber bis auf eine Orgel nur Hammerklaviere und übernahm ansonsten Orgel-Wartungen und Stimmungsarbeiten. Unter Heil erlosch das Unternehmen im Jahr 1837. Schölers Witwe starb am 14. März 1850.

## Werk
Auf Christian Ernst Schöler gehen neben Umbauten, Renovierungen, Umsetzungen und Reparaturen 17 Orgelneubauten zurück. Acht Instrumente sind ganz oder teilweise erhalten. Schöler baute drei Typen von Orgeln: a) eine Orgel mit sieben Registern für Schloss Schaumburg, b) 13 Orgeln mit 10 bis 14 Registern und c) zwei Instrumente mit 16 Registern und eine Orgel mit unbekannter Registerzahl. Alle seine Orgeln haben ein selbstständiges Pedal. Schöler baute wie sein Vater überwiegend seitenspielige Brüstungsorgeln. Die Prospekte sind charakteristisch und in der Regel fünfachsig mit schlankem Mittelturm. Zwei nach außen ansteigende Harfenfelder leiten zu den niedrigeren Spitztürmen über. Den seitlichen Abschluss bilden hochrechteckige Kästen, die in die Brüstung übergehen. Der mittlere Rundturm und die beiden Spitztürme stehen auf Konsolen.

## Werkliste
Kursivschreibung zeigt an, dass das betreffende Werk nicht mehr erhalten ist. In der fünften Spalte bezeichnet die römische Zahl die Anzahl der Manuale, ein großes „P“ ein selbstständiges Pedal. Die arabische Zahl gibt die Anzahl der klingenden Register an. Die letzte Spalte bietet Angaben zum Erhaltungszustand oder zu Besonderheiten.
| Jahr      | Ort                    | Gebäude                  | Bild | Manuale | Register | Bemerkungen                                                                               |
| --------- | ---------------------- | ------------------------ | ---- | ------- | -------- | ----------------------------------------------------------------------------------------- |
| nach 1793 | Lorsbach               | Ev. Kirche               |      | I/P     | 14       | 1910 durch Weigle ersetzt                                                                 |
| 1797      | Anhausen               | Ev. Kirche               |      | I/P     | um 14    | 1904 durch Raßmann ersetzt                                                                |
| 1802      | Raubach                | Evangelische Pfarrkirche |      | I/P     | 13       | nach Delling (Kürten), ev. Kirche, überführt und dort erhalten (Foto)                     |
| 1803      | Maxsain                | Ev. Kirche               |      | I/P     | 14       | keine Metallpfeifen erhalten; 2013 von Mebold rekonstruiert                               |
| 1803      | Niederwambach          | Ev. Kirche               |      | I/P     | 13       | nach Umbauten 1856 und 1912 durch Oberlinger 1939 unter Verwendung der Manuallade ersetzt |
| 1805/1806 | Nassau (Lahn)          | Ev. Kirche               |      | I/P     | um 16    | 1883 durch Rudhard ersetzt                                                                |
| 1805      | Schloss Schaumburg     | Schlosskapelle           |      | I/P     | 7        | erhalten                                                                                  |
| 1809      | Braubach               | Markuskirche             |      | I/P     | 16       | nicht erhalten                                                                            |
| 1810      | Essershausen           | Ev. Kirche               |      | I/P     | 10       | umdisponiert erhalten                                                                     |
| 1811      | Niedershausen          | Ev. Kirche               |      | I/P     | 12       | erhalten                                                                                  |
| 1818      | Ketternschwalbach      | Ev. Kirche               |      | I/P     | 11       | zum großen Teil erhalten                                                                  |
| 1819      | Höchstenbach           | Ev. Kirche               |      | I/P     | 10       | 1850 durch Raßmann ersetzt                                                                |
| 1820      | Strinz-Trinitatis      | Ev. Kirche               |      | I/P     | 13       | erhalten                                                                                  |
| 1821      | Breitenau (Westerwald) | Kath. Kirche             |      | I/P     | 12       | 1908 durch Klais ersetzt                                                                  |
| 1823      | Schweighausen          | Ev. Kirche               |      | I/P     | 10       | 1963 durch Walcker ersetzt                                                                |
| 1823      | Geisenheim             | Ev. Kirche               |      | I/P     | 10       | 1839 durch Stumm ersetzt                                                                  |
| 1830      | Bad Ems                | Maria Königin            |      | I/P     | 10       | erhalten                                                                                  |